# Ronald Guttman
Pour les articles homonymes, voir Guttman.
Ronald Guttman, né le 12 août 1952 à Uccle (en Région de Bruxelles-Capitale), est un acteur belge de cinéma et de télévision, et est également producteur de cinéma.

## Filmographie

### Cinéma
- 1983 : Danton d'Andrzej Wajda : Herman
- 1983 : Hanna K. de Costa-Gavras: directeur de prison
- 1987 : Après le vent des sables de Claude Zaccaï
- 1987 : The Squeeze (Manhattan loto) de Roger Young
- 1988 : Gros Cœurs de Pierre Joassin : Franulovic
- 1988 : Little Nikita de Richard Benjamin : Spessky
- 1989 : Son alibi de Bruce Beresford : 'Lucy' Comanescu
- 1989 : Deux de Claude Zidi : Laurent
- 1989 : L'Otage de l'Europe (Jeniec Europy) de Jerzy Kawalerowicz : Général Gougaud
- 1990 : À la poursuite d'Octobre rouge de John McTiernan : lieutenant Melekhin
- 1990 : Avalon de Barry Levinson : Simka
- 1990 : Green Card de Peter Weir : Anton
- 1991 : Looping de Roger Paradiso : Gianni Fabercini
- 1991 : Transit de René Allio :
- 1993 : Josh and S.A.M. de Billy Weber (en) : Jean-Pierre LaTorette
- 1994 : Loin des barbares de Liria Bégéja : Vincent
- 1994 : Les Patriotes d'Éric Rochant :
- 1995 : Les enfants modèles
- 1995 : Comfortably Numb de Gavin O'Connor : Rappale
- 1996 : The Pillow Book de Peter Greenaway : Calligraphe
- 1997 : Lena's Dreams : Bob
- 1999 : Suits
- 1999 : Just the Ticket : Gerrard
- 2007 : August Rush : le professeur
- 2008 : 27 robes  : Antoine
- 2012 : Je fais feu de tout bois de Dante Desarthe : l'agent des frères Coen
- 2012 : 30 Beats de Alexis Lloyd : le père de Sean
- 2014 : Welcome to New York d'Abel Ferrara : Francois Roullet
- 2016 : Catfight de Onur Tukel :
- 2016 : Nina de Cynthia Mort : Henri Edwards
- 2016 : Monsieur et Madame Adelman de Nicolas Bedos : le père de Sarah

### Télévision
- 1975 : Le Renard à l'anneau d'or : Jean-Paul Lucassen
- 1979 : Le tiercé de Jack : André
- 1982 : Le Rêve d'Icare, téléfilm de Jean Kerchbron : Jeffry
- 1983 : Deux amies d'enfance, mini-série TV
- 1986 : Petite annonce pour grand amour (Classified Love) : Giancarlo
- 1988 : Steal the Sky : Mohammed Khader
- 1989 : La Danse du scorpion : Edouard de Vito
- 1989 : La Révolution française : Herman
- 1990 : New York, police judiciaire (saison 1, épisode 6) : Farber
- 1991 : L'Amérique en otage : Hossein
- 1992 : Beverly Hills 90210 : M. Kluklinski
- 1992 : Notorious
- 1992 : Wings : Peter Swinden
- 1992 : Guerres privées (Civil Wars) : Helmut Bloch
- 1992 : Le JAP, juge d'application des peines : William Cachan
- 1993 : Navarro : Golden
- 1993 : Les Soldats de l'espérance : Dr Jean-Claude Chermann
- 1994 : Arabesque (Murder, She Wrote) : Byron Tokofsky
- 1994 : Target of Suspicion : Charles
- 1994 : MANTIS : Kalashko
- 1995 : Star Trek: Voyager : Gathra Laban
- 1995 : V'la l'cinéma ou le roman de Charles Pathé de Jacques Rouffio : George Eastman
- 1996 : La Bête : le professeur Herbert Talley
- 1996 : On Seventh Avenue de Jeff Bleckner (téléfilm) : Norman Ross
- 1997 : On the Edge of Innocence : M.. Joseph Tyler
- 1998 : Nestor Burma : Le Manessier
- 1998 : Alptraum im Airport : Sullivan
- 1999 : New York, unité spéciale (saison 1, épisode 1) : le propriétaire de la galerie
- 1999 : New York, police judiciaire (saison 10, épisode 8) : le consul italien
- 2000 : New York, police judiciaire (saison 11, épisode 3) : Carl Reger
- 2001 : New York, section criminelle (saison 1, épisode 3) : le diplomate belge
- 2001 : Largo Winch : David Draiton
- 2004 : Sex and the City : André DiBiachi
- 2006 : Lost : Angelo
- 2007 : Mystère : professeur Roger et Gaston Denis
- 2008 : Heroes : Dr Zimmerman
- 2009 : New York, unité spéciale (Law and Order: Special Victims Unit) (saison 10, épisode 22) : Edgar Radzinski
- 2009 : New York, section criminelle (saison 8, épisode 4) : l'invité du banquet
- 2010 : Gossip Girl : inspecteur Chevalier
- 2010 : Blue Bloods : Claudio Calso
- 2011 : Mildred Pierce (mini-série) : Carlo Treviso
- 2012 : Mad Men : Emile Calvet
- 2013 : The Good Wife : Antoine Villapique
- 2013 : Elementary : Mr.Mueller/Elliot Honeycutt
- 2017 : Preacher : Denis